# Dystrykt Dera Ghazi Khan
Dera Ghazi Khan (urdu: ضِلع ڈيره غازى خان) – dystrykt w Pakistanie, położony w prowincji Pendżab. Siedzibą administracyjną dystryktu jest Dera Ghazi Khan.